# Éric Koechlin
Pour les articles homonymes, voir Koechlin.
Éric Koechlin, prononcé ke'klɛ̃, né le 11 novembre 1950 à Paris et mort le 9 novembre 2014 à Bidon dans l'Ardèche, est un kayakiste français.

## Biographie
Il dispute en kayak les Jeux olympiques d'été de 1972, et les Championnats du monde de slalom de 1969, 1971 et 1973 ; il est médaillé de bronze en K1 par équipes lors des Mondiaux de 1973. Il participe aussi à l'épreuve de C2 des Mondiaux de slalom de 1977.
Il fait partie du comité d'organisation des Jeux méditerranéens de 1993 en Languedoc-Roussillon, travaille au cabinet du ministre des Sports ainsi qu'à la direction départementale Jeunesse et Sports de l’Ariège. Il est le chef de la délégation française aux Jeux olympiques d'été de 2004 et aux Jeux olympiques d'hiver de 2006.
Il est depuis la fin des années 2000 premier vice-président du Basket Lattes Montpellier Agglomeration.
Il est nommé chevalier de l'ordre national du Mérite en 2012.
Il est le père de la joueuse de basket-ball Caroline Koechlin-Aubert.
Il meurt des suites d'un malaise cardiaque au cours de l’épreuve du Challenge des Gorges de l'Ardèche en novembre 2014 à l'âge de 64 ans.

## Pour approfondir